# Spiropes scopiformis
Spiropes scopiformis är en svampart som först beskrevs av Miles Joseph Berkeley, och fick sitt nu gällande namn av M.B. Ellis 1968. Spiropes scopiformis ingår i släktet Spiropes, divisionen sporsäcksvampar och riket svampar.   Inga underarter finns listade i Catalogue of Life.